# Coptopteryx bonariensis
Coptopteryx bonariensis es una especie de mantis de la familia Coptopterygidae.

## Distribución geográfica
Se encuentra en Argentina.